# Napoleon I na tronie cesarskim
Napoleon I na tronie cesarskim (fr. Napoléon Ier sur le trône impérial) – portret olejny Jeana-Auguste’a-Dominique’a Ingres’a z 1806, przedstawiający Napoleona I w stroju koronacyjnym. Obecnie przechowywany w Musée de l’Armée w Paryżu.

## Okoliczności powstania i historia obrazu
Okoliczności powstania obrazu nie są do końca jasne. Nie wiadomo, czy Ingres dostał zlecenie na jego wykonanie, czy też młody artysta stworzył go z własnej inicjatywy. Już w 1804 malarz stworzył pierwszy ze swoich dwóch portretów Napoleona, Bonaparte jako pierwszy konsul. Niewątpliwie jednym z impulsów do powstania dzieła była koronacja Napoleona Bonaparte na cesarza Francuzów 2 grudnia 1804.
Napoleon I na tronie cesarskim został ukończony w 1806. W tym samym roku został zaprezentowany na dorocznym Salonie paryskim. Krótko przed Salonem został zakupiony przez Corps législatif, ówczesne francuskie zgromadzenie legislacyjne.
Prezentowany podczas Salonu obraz, wbrew oczekiwaniom autora, nie zebrał przychylnych opinii. Przeciwnie, krytycy wyśmiali jego bizantyjski przepych, prymitywizm i średniowieczny styl, uwieczniający rządzących w pełni ich chwały. Po zakończeniu Salonu dzieło zostało przeniesione do siedziby Corps législatif i umieszczone pośród innych wizerunków Napoleona. W 1815 obraz przetransportowano do Luwru. W 1832 został wystawiony na widok publiczny w Les Invalides, najpierw w kaplicy, a od 1860 w bibliotece. Obecnie obraz znajduje się w Musée de l'Armée w Paryżu.

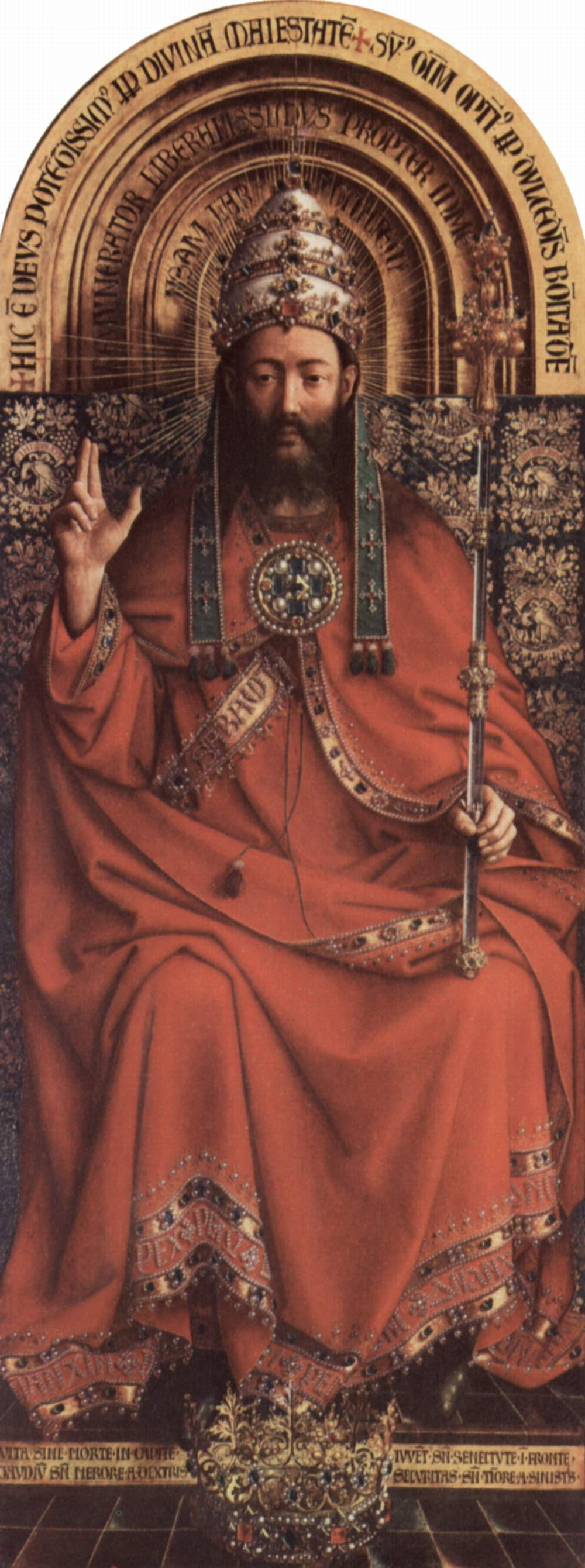
Figura Boga Ojca z Ołtarza Gandawskiego

## Opis
Jean Auguste Dominique Ingres odszedł od barokowej tradycji królewskiego portretu i powrócił do starożytnego sposobu prezentacji wizerunku. Obraz przedstawia Napoleona Bonaparte jako cesarza, siedzącego na tronie. W dłoniach trzyma regalia, symbole królewskiej władzy: w prawej ręce berło, zwieńczone na szczycie statuetką średniowiecznego cesarza Karola Wielkiego. W lewej dłoni trzyma wykonaną z kości słoniowej „rękę sprawiedliwości” („main de justice”), która miała należeć do Karola Wielkiego oraz zamknięty w pochwie miecz koronacyjny. Na jego głowie spoczywa złoty wieniec z liści laurowych. Napoleon ubrany jest w satynową tunikę ze złotymi haftami oraz purpurową pelerynę, ozdobioną ornamentyką złotych pszczół. Na szyi, na tle futra z gronostaja, zawieszony jest wysadzany diamentami Order Legii Honorowej. Przedstawione elementy miały na celu przyrównanie osoby Napoleona do wielkich francuskich władców z przeszłości.
Na draperii, która służy jako tło, widoczny jest herb Cesarstwa Francuskiego (z lewej) oraz herb Królestwa Włoch (z prawej).
Ingres zwrócił szczególną uwagę na detale znajdujące się na obrazie. Na kuli przyozdabiającej oparcie tronu można dostrzec odbicie okna. Natomiast na dywanie zostały umieszczone symboliczne motywy, mające przywoływać na myśl potęgę i władzę monarchy. Wielki orzeł, znajdujący się na pierwszym planie, symbolizuje rzymskiego boga Jowisza. Po lewej stronie, przy krawędzi dywanu zostały przedstawione znaki zodiaku. Znak panny (okrąg tuż nad sygnaturą Ingres’a) jest schematyczną adaptacją obrazu Rafaela Madonna della seggiola z 1514. Wyżej znajduje się znak wagi oraz częściowo widoczny znak raka. Widoczna część jego szczypiec odbija się w wypolerowanym tronie cesarza. Po prawej stronie znajduje się przykryty szatą znak ryb.
U dołu obrazu, po lewej stronie, znajduje się sygnatura malarza: INGRES P xit, po prawej stronie zaś data wykonania dzieła: ANNO 1806.

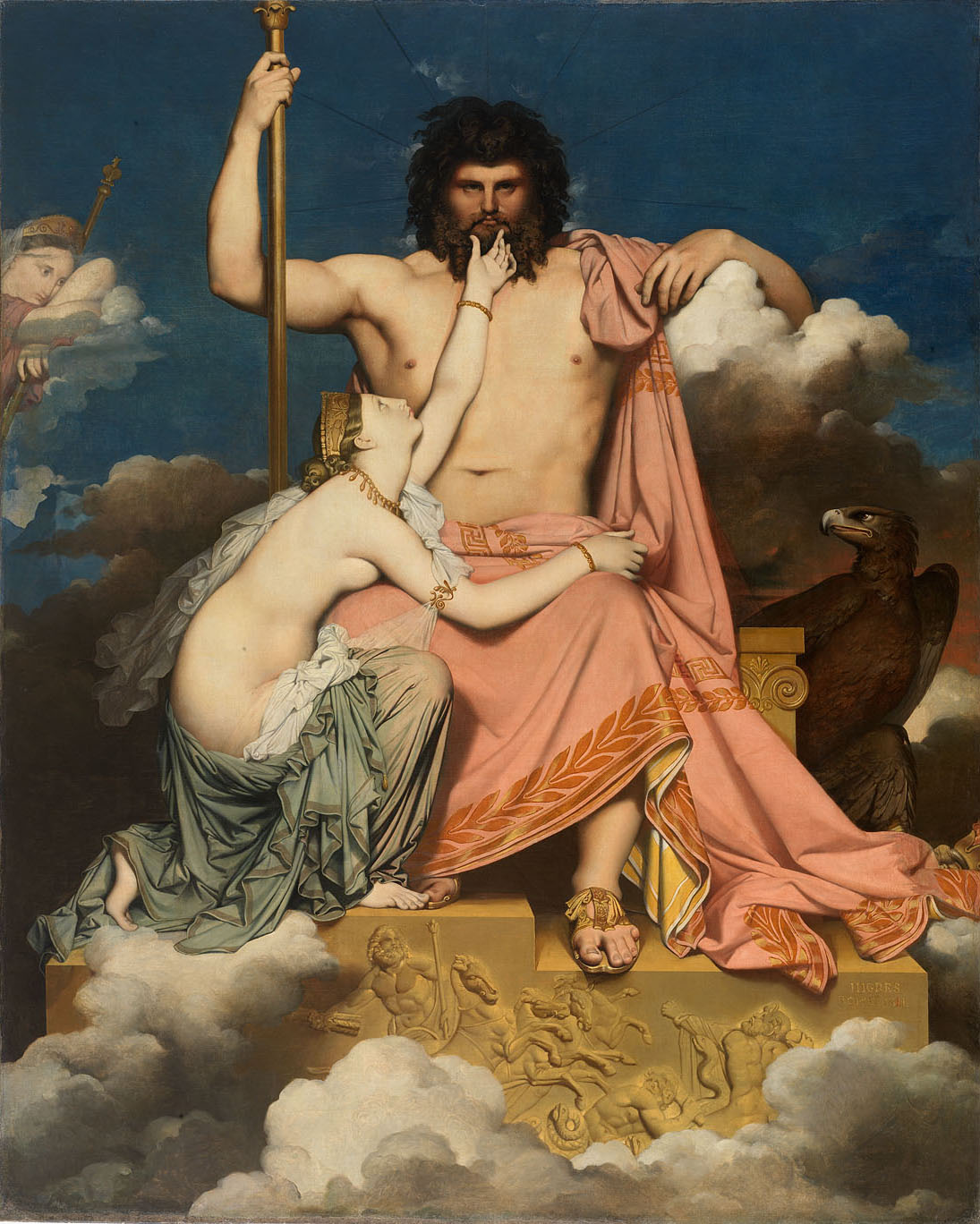
Jowisz i Tetyda
olej na płótnie 327x260 cm
Musée Granet

Według Roberta Rosenbluma, modelem dla sylwetki Napoleona była figura Boga Ojca z Ołtarza Gandawskiego Jana van Eycka, pochodzącego z XV wieku, a znajdującego się wówczas w paryskim Luwrze.

## Jowisz i Tetyda
W 1811 Ingres namalował inny obraz przypominający portret Napoleona, a mianowicie Jowisz i Tetyda. Temat dzieła został zaczerpnięty z Pierwszej pieśni Iliady i dotyczył nimfy morskiej Tetydy matki Achillesa, która udała się do Zeusa w sprawie jego wstawiennictwa dla syna w walkach między Achajami a Trojanami. Ingres przedstawił pana Olimpu w takiej samej pozie jak wcześniej Napoleona, uwieczniając na obrazie również występujące wcześniej atrybuty władzy, łącznie z orłem.